# 高知駅

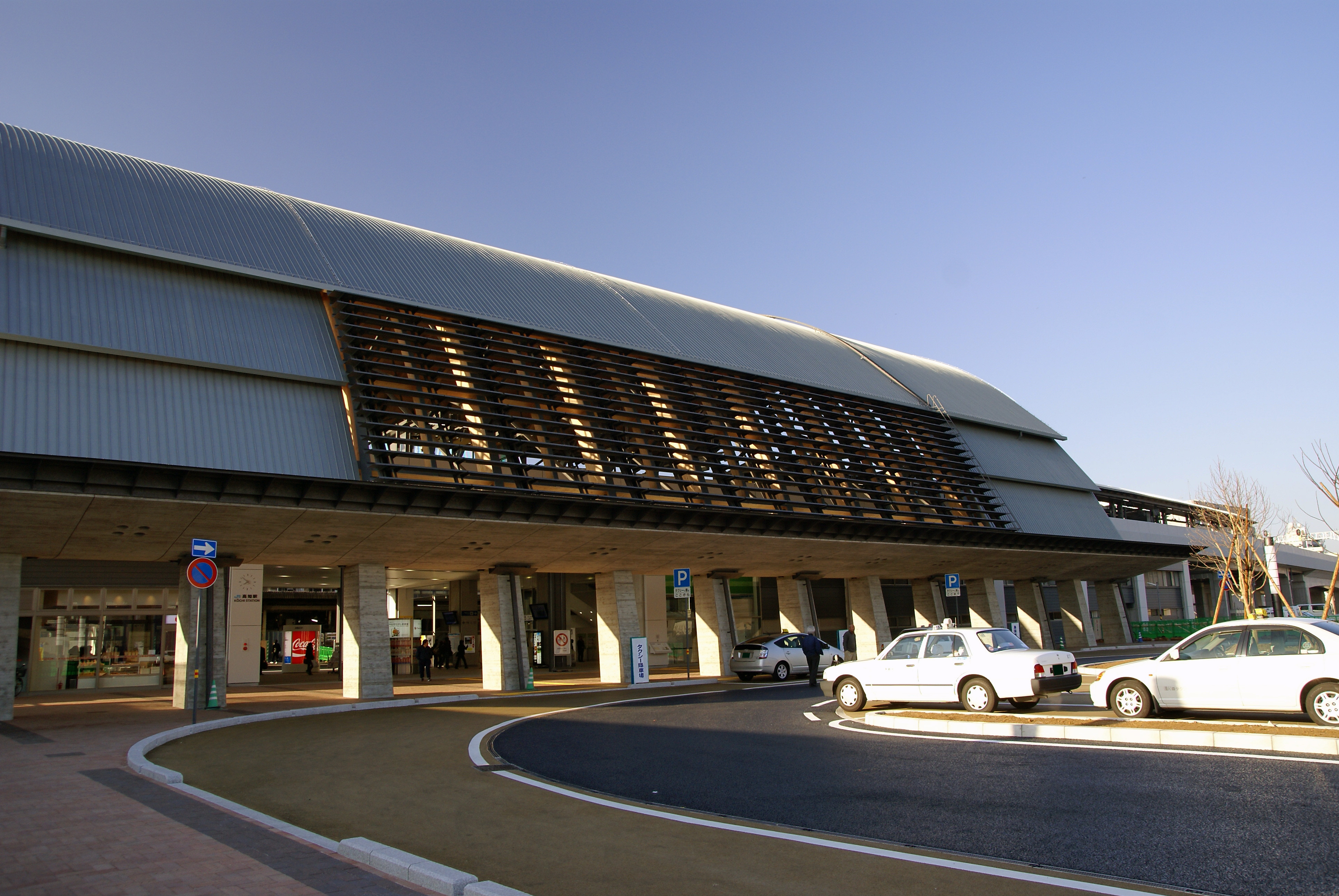
JR高知駅北口（2008年2月）

高知駅（こうちえき）は、高知県高知市栄田町二丁目にある、四国旅客鉄道（JR四国）土讃線の駅である。駅案内パネルのコメントは「龍馬とよさこい、日曜市の駅」。駅番号はD45、K00。
土讃線の駅番号は、高知駅を境にD（阿波池田・琴平・多度津方面）とK（伊野・須崎・窪川方面）に分かれる。
事務管コードは▲702331。
土讃線の列車のほかに、後免駅から乗り入れる土佐くろしお鉄道ごめん・なはり線の列車も当駅を発着している。
とさでん交通駅前線の高知駅前停留場（こうちえきまえていりゅうじょう）についてもここで述べる。
2008年2月26日の駅舎高架化と同時に、JR四国管内で初めて自動改札機が設置された駅である。その後、同年6月1日に高松駅、また2024年9月29日には松山駅で自動改札機が設置された。

## 歴史

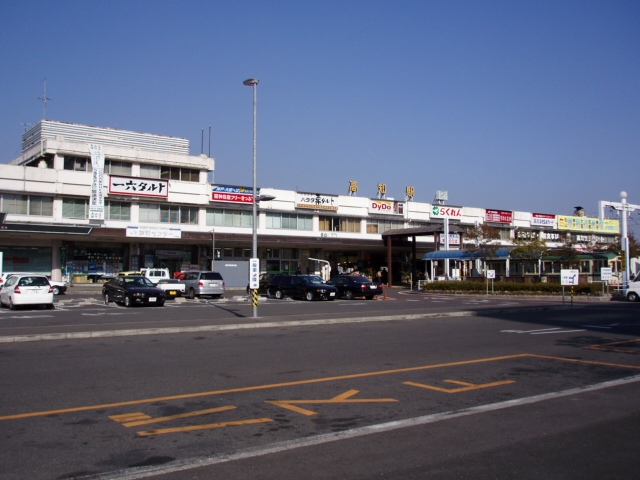
地上駅時代の高知駅舎（2006年1月）

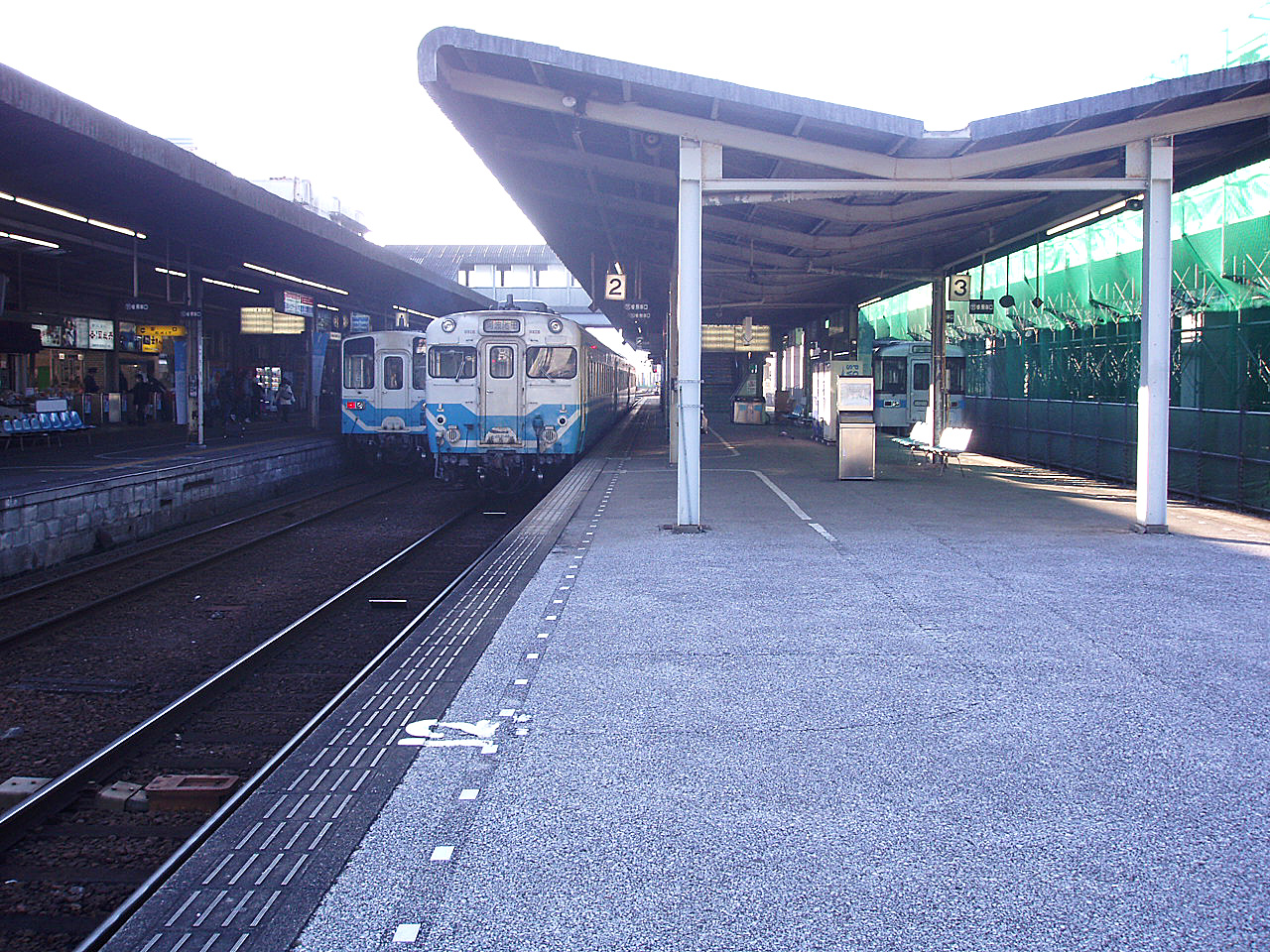
地上駅時代の高知駅ホーム（2006年12月）

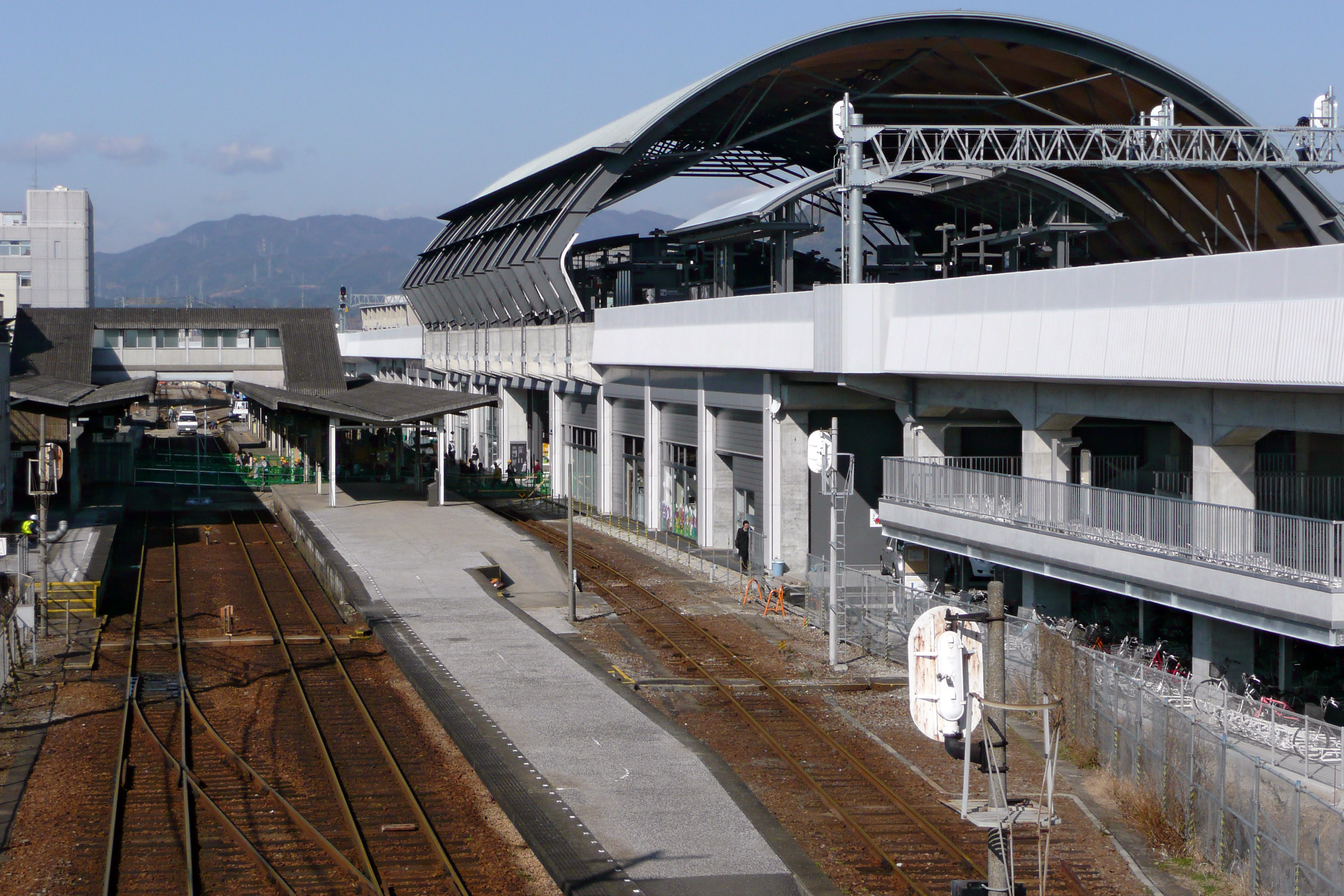
高架化直後の高知駅（2008年2月）

- 1924年（大正13年）11月15日：高知線の日下駅 - 当駅間延伸とともに開業[5]。
- 1925年（大正14年）12月5日：高知線の当駅 - 土佐山田駅間が延伸開業。
- 1928年（昭和3年）2月16日：土佐電気の高知駅前停留場開業[6][7]。
- 1935年（昭和10年）11月28日：高知線の路線名変更に伴い、土讃線の駅となる。
- 1941年（昭和16年）7月12日：会社合併により高知駅前停留場が土佐交通の停留場となる。
- 1948年（昭和23年）6月3日：会社合併により高知駅前停留場が土佐電気鉄道の停留場となる。
- 1951年（昭和26年）
  - 4月10日：予土南線（現在の松山高知急行線）佐川駅 - 高知駅間延伸により、自動車線の取扱を開始。
  - 5月24日：土佐電鉄の線路を西曲がりから東曲がりに変更し、停留場を移設[6][7]。
- 1963年（昭和38年）12月18日：土讃線が土讃本線に改称[7]。
- 1971年（昭和46年）4月1日：二代目駅舎が開業[8]。
- 1973年（昭和48年）7月：駅待合室に冷房装置が設置される[9]。
- 1978年（昭和60年）5月22日：昭和天皇が第29回全国植樹祭に合わせて県内を行幸。お召し列車が高知駅発、中村駅着で運転。同月24日には復路も運転[10]。
- 1983年（昭和58年）6月1日：土佐電気鉄道（のちの土佐電ドリームサービス）空港連絡バスが当駅に乗り入れる。
- 1986年（昭和61年）11月1日：貨物の取扱を廃止[11]。代替として高知コンテナセンターが設置される[11]。
- 1987年（昭和62年）
  - 3月31日：貨物列車による輸送に対応するため、貨物の取扱を再開[11]。ただし、列車の設定は無い。
  - 4月1日：国鉄分割民営化により、四国旅客鉄道（JR四国）・日本貨物鉄道（JR貨物）が継承[11]。
- 1988年（昭和63年）6月1日：土讃本線が土讃線に再改称[7]。
- 1990年（平成2年）11月1日：当駅構内に高知自動車営業所を開設。
- 2001年（平成13年）4月1日：高知駅前停留場をJR高知駅正面（現在の南口）に移設[6][7]。
- 2002年（平成14年）3月23日：高知駅構内北側にあった車両基地（高知運転所）を布師田に移転。
- 2003年（平成15年）：駅弁の販売会社を中央食堂から仕出しのあんどう（安藤商店）に変更。
- 2004年（平成16年）：高知駅高架工事着工。
- 2005年（平成17年）4月1日：JR貨物の高知駅が廃止。
- 2006年（平成18年）4月1日：高知コンテナセンターが高知オフレールステーションに改称。
- 2008年（平成20年）
  - 2月26日：高架化[12]。同時に三代目駅舎が開業[13]。
  - 3月10日：高知オフレールステーションが高知港付近に移転。
- 2009年（平成21年）
  - 2月14日：高知駅前停留場を北側に30メートル移設。2線のうちの1線での暫定使用。
  - 3月11日：高知駅前停留場の移設工事が完成。2線の全面使用開始。
- 2012年（平成24年）3月10日：駅舎の南北に駅名表示を設置。
- 2014年（平成26年）10月1日：土佐電気鉄道が高知県交通・土佐電ドリームサービスと経営統合し、とさでん交通が発足[14]。高知駅前停留場はとさでん交通の停留場となる。
- 2024年（令和6年）3月11日：みどりの券売機プラスを導入[15]。

## 駅構造

### JR四国
現駅舎は3代目で、2008年（平成20年）2月26日に完成した。内藤廣設計の新駅舎ホームは、県産杉で作られたアーチ状の大屋根となっている。愛称は「くじらドーム」で、大きさは、線路と平行する東西方面に60.9m、南北に38.5m、高さ23.3mで、杉のみでは耐久性に問題があるため、外部にチタン亜鉛合金を使用している。駅舎では、南国の明るく開放的なイメージを表現するために内部を白色で統一している。駅の利用客の動線上に市の観光案内所を設置し、逆に喫煙所は故意に動線から外す配置となっている。
交換・待避設備を備えた島式ホーム2面4線の高架駅である。現駅舎は2代目駅舎と比べ、のりばが1線増えた。新線への切り替え及び新駅舎の開業は、高架化工事にともない行われた。このドームをはじめとした鉄道駅付近高架化工事について、第7回日本鉄道賞のランドマークデザイン賞が送られている。当駅とその周辺の区間踏切11ヶ所は、高架化により廃止され、それまで駅北に隣接していた車両基地の高知運転所は2002年（平成14年）3月に高知市布師田へ移転した。
JR四国では初となる自動改札機（交通系ICカード非対応）と指定席券売機が導入された（指定席券売機の使用開始は2008年3月15日のダイヤ改正から）。発車標は、2代目駅舎同様、3代目駅舎でも改札上部及び各ホームに設置されている（2代目・3代目駅舎とも全て3色LED式を使用）。また、3代目駅舎の各ホームには電照式の接近表示器も設置された。
3代目駅舎開業とともに、列車接近時のアナウンスにはBGMとして『アンパンマンのマーチ』が流れるようになった。当初は簡易的な放送だけであったが、2009年3月頃よりJR九州のPTCシステム「JACROS」をスタンドアローン化（放送装置だけを独立化させたもの）した詳細放送がJR四国で初めて当駅に導入された。アナウンスは女声男声と2種類存在するが、女声は広島駅など多数の駅アナウンスを担当する山代万貴が、男声はJR九州の在来線と同じ田尻敏明が担当している。これにより、種別・発車時分・行先・停車駅の案内が追加され、新たに予告放送、発車放送がされるようになった。JR四国管内で詳細型自動放送を行う駅は2024年9月28日まで高知駅が唯一であった。

#### のりば
| のりば | 路線    | 方向 | 行先                           | 備考                                 |
| ------ | ------- | ---- | ------------------------------ | ------------------------------------ |
| 1      | ■土讃線 | 下り | 伊野・須崎・窪川・中村方面     | 特急・普通                           |
| 1      | ■土讃線 | 上り | 阿波池田・高松・岡山方面       | 特急のみ                             |
| 2      | ■土讃線 | 下り | 伊野・須崎・窪川・中村方面     | 特急・普通                           |
| 2      | ■土讃線 | 上り | 阿波池田・高松・岡山方面       | 普通のみ                             |
| 3      | ■土讃線 | 上り | 土佐山田・奈半利・阿波池田方面 | 普通のみ（ごめん・なはり線直通あり） |
| 3      | ■土讃線 | 下り | 伊野・須崎・窪川・中村方面     | 普通のみ                             |
| 4      | ■土讃線 | 上り | 土佐山田・奈半利・阿波池田方面 | 普通のみ（ごめん・なはり線直通あり） |

付記事項
- 特急列車は上下線とも売店のあるホームに面した1番線（一部は2番線）を使用[18] する。普通列車は下りが1・2・3番線、上りが3・4番線（一部は2番線）の発着である。なお、土佐くろしお鉄道ごめん・なはり線に直通する列車は、主に4番線から発車する。2012年3月17日のダイヤ改正で、高知発土佐山田行き普通列車が23時台に設定された。これは今までの最終列車の時刻を繰り下げたものであり、それまでは22時台後半が最終だった。
- 当駅は利用客の分水嶺をなし、乗客の入れ替わりが多い。このため、2019年3月16日ダイヤ改正以降、岡山方面の特急「南風」は、土佐くろしお鉄道中村発の6号を除き当駅が起終点となり、中村・宿毛方面の特急「あしずり」と系統分断された。また岡山・高松方面の特急は1番線発着に、中村・宿毛方面の特急「あしずり」は2番線発着へそれぞれ統一。「あしずり」と一部の「南風」では当駅1番線・2番線での同一ホーム乗り継ぎになった[19]。さらに2020年3月14日ダイヤ改正では「南風」6号も当駅始発となり（中村から当駅間は「あしずり」2号となり「南風」6号に接続）、「南風」も全列車が当駅起終点となった。なお、高松発着の下り「しまんと」の1本のみが中村・宿毛方面と直通している[20]。

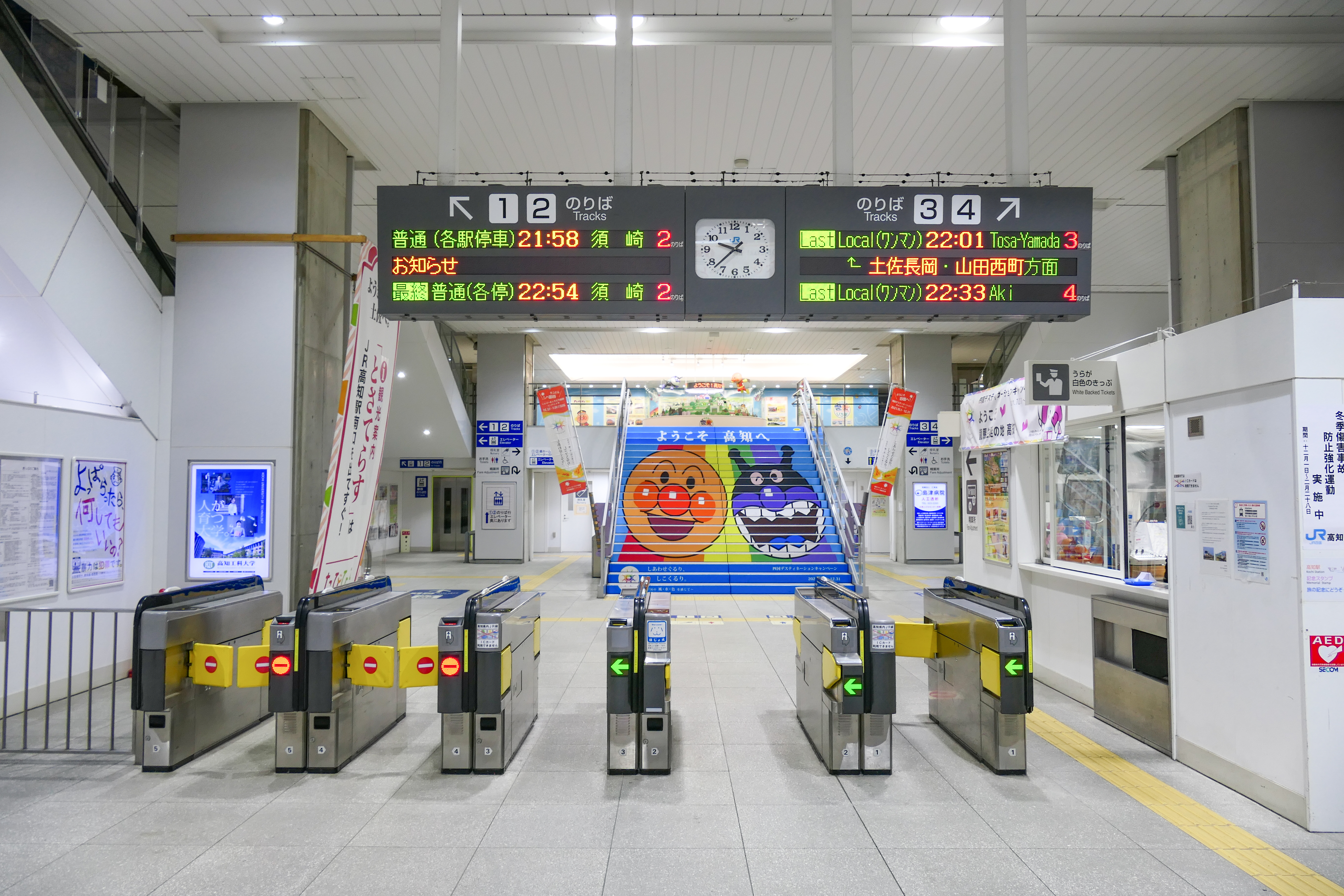
改札口（2021年12月）
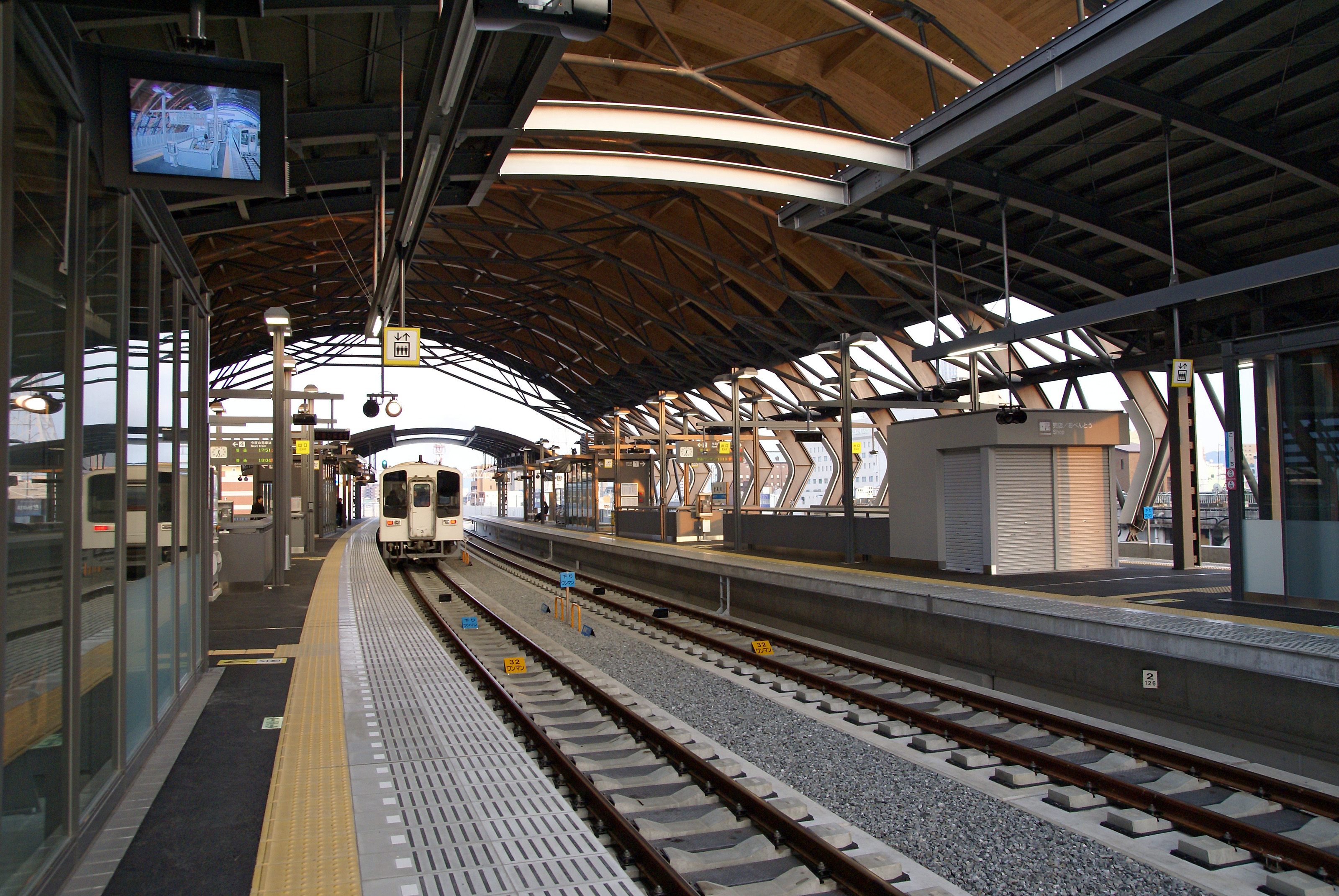
ホーム（2008年2月）
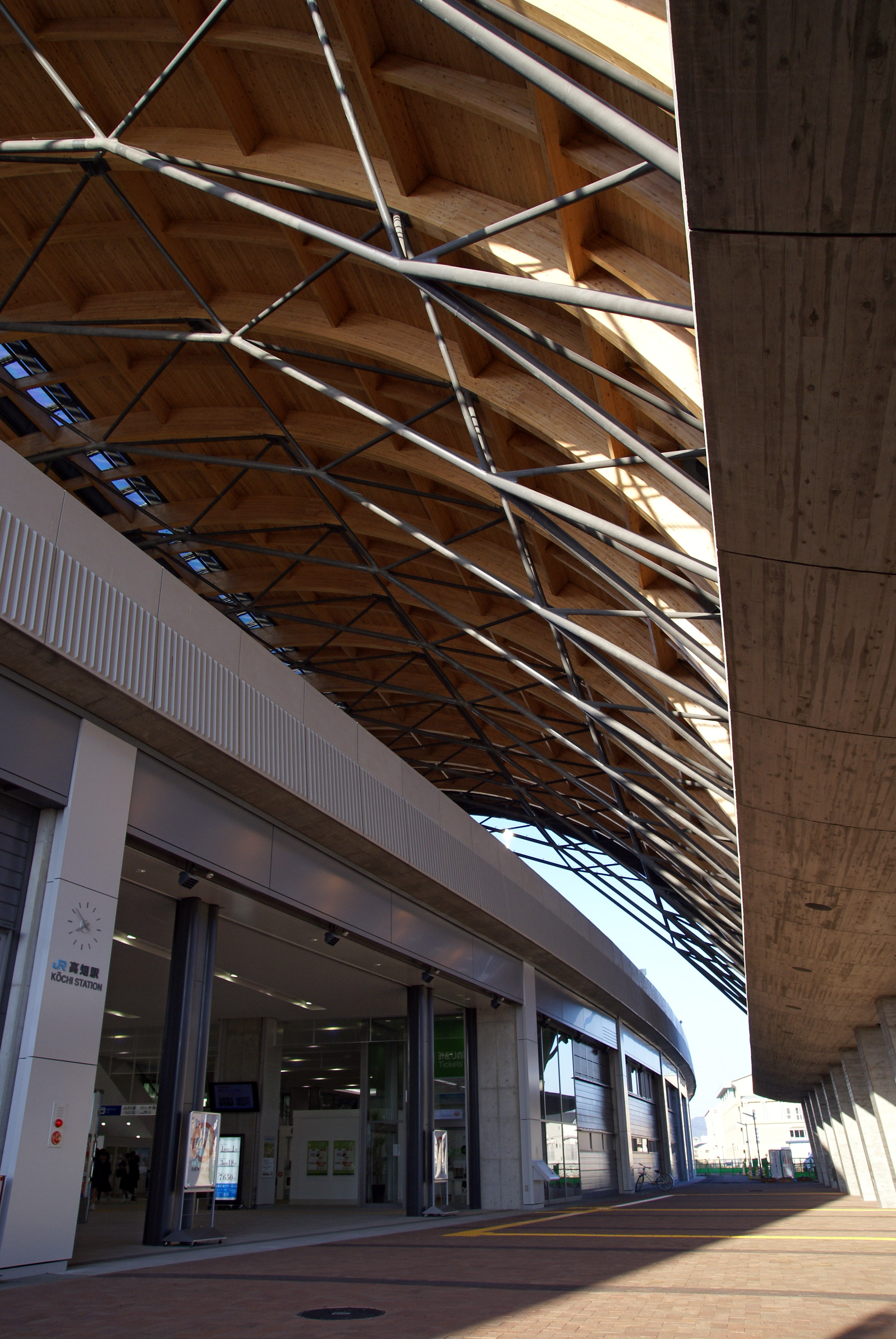
木造の大屋根（2008年2月）
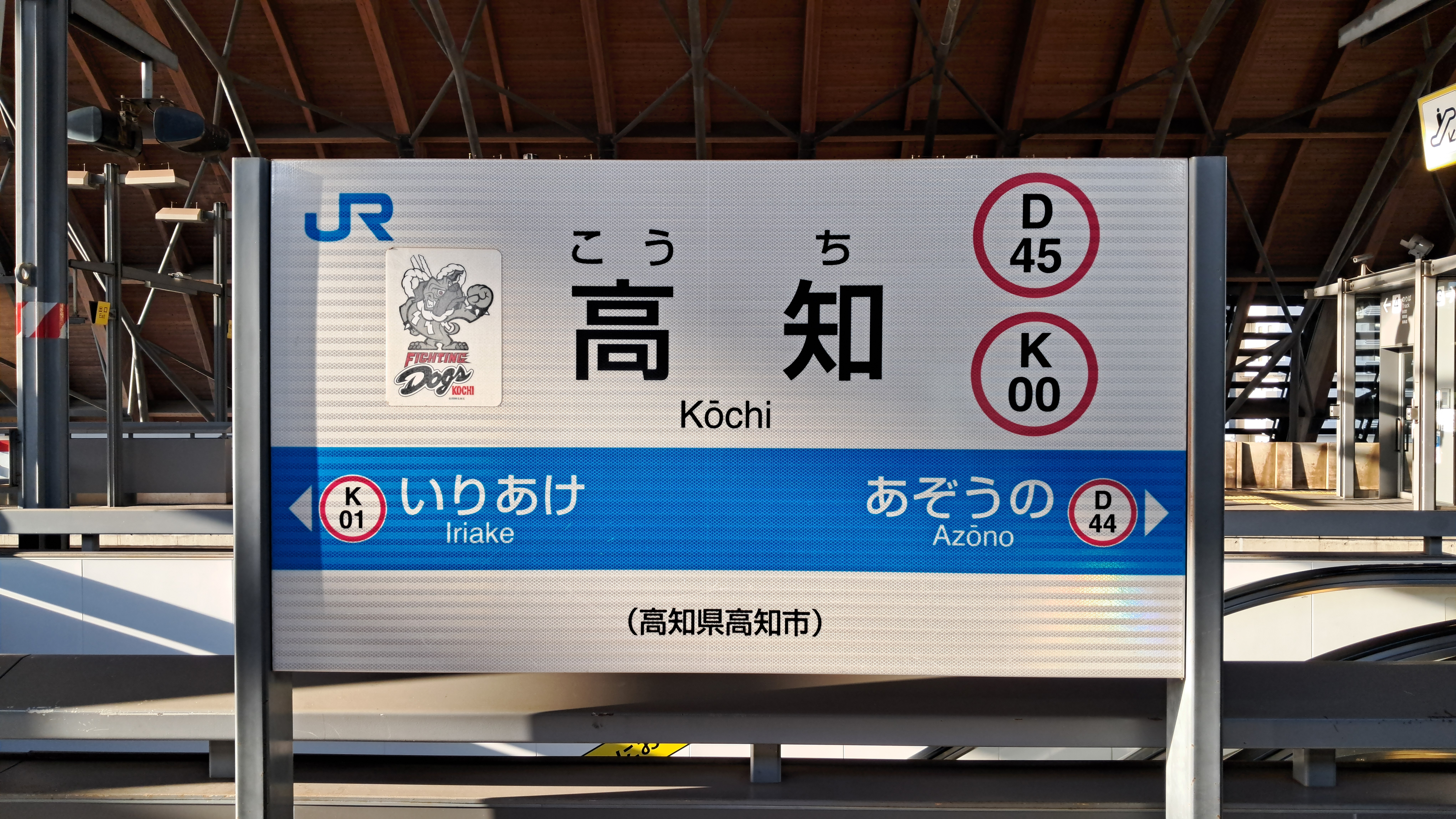
駅名標（2024年9月）
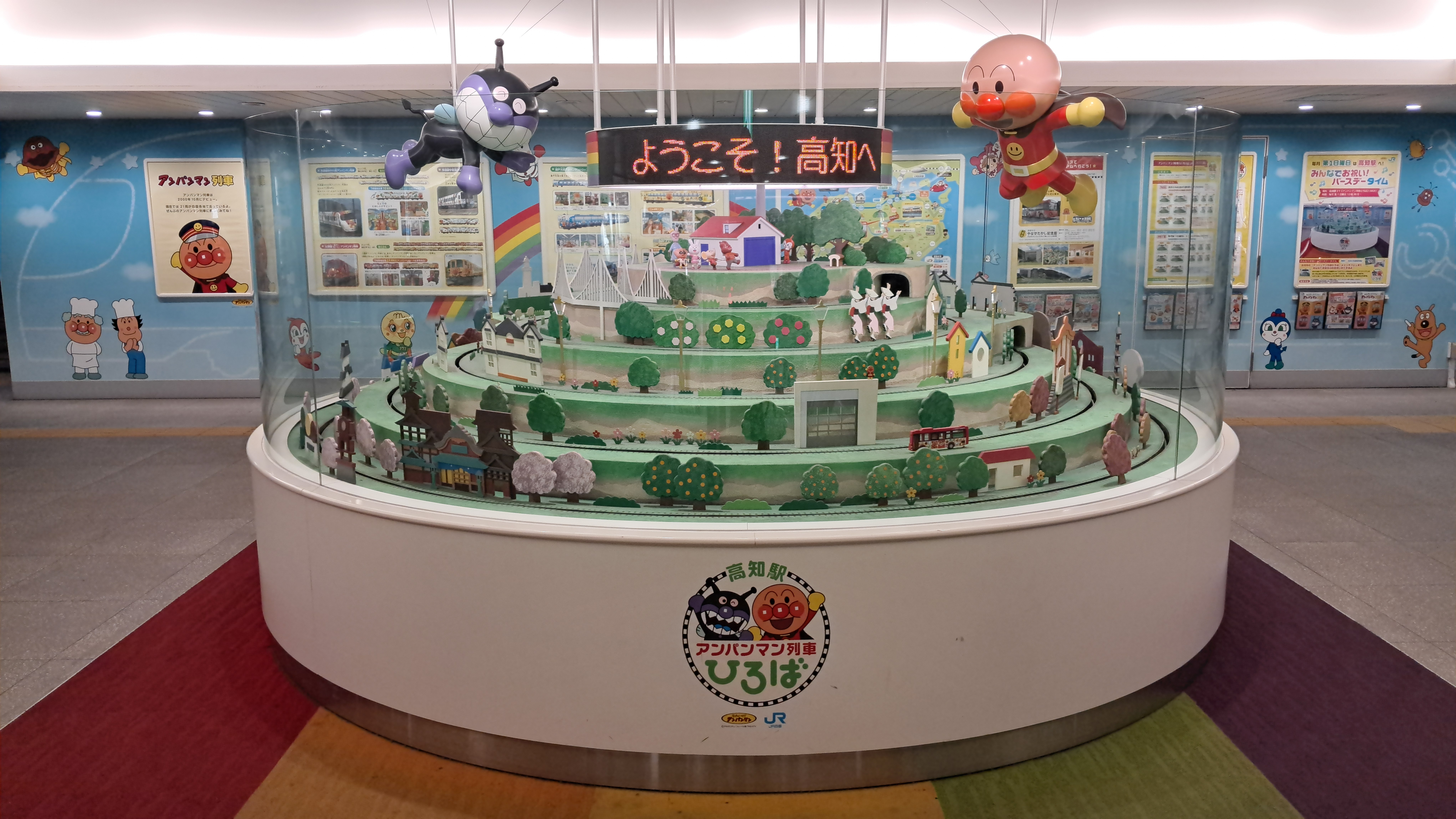
2階にあるアンパンマン列車ひろば（2024年9月）

### とさでん交通
東西方向に広がるJRの駅舎に南から直角に接する形で設置されている。配線は櫛形ホーム3面2線 で、駅前線・桟橋線のほか伊野線枡形方面へ直通する電車が数本乗り入れている。ホームの先にはシーサスポイントがある。
1928年（昭和3年）に開業した際の停留場は、桟橋線と国鉄の貨物線との接続が当時構想されていたことから駅前で西（左向き）に折れた場所にあった。しかし貨物線と接続することはなく、1951年（昭和26年）に都市計画の中で東（右向き）に折れた場所へと移設。その後自動車の増加に伴い、駅とは歩道橋で接続されるようになった が、距離があり乗り換えに不便であったため、高知国体開催を控えた2001年（平成13年）に直進して駅前広場に乗り入れるようになった。この当時、JRと土電の双方はタクシー・一般乗用車用の細い道路によって分割されていたが、道路上にも歩行者用に屋根が取り付けられており、外観は一体化していた。
JR高知駅の高架化による駅南口の再開発に伴い、JR駅入口の直前まで北側に30メートル移設する工事が2008年より行われ、2009年（平成21年）2月14日より新しい乗り場を2面1線で暫定的に使用し、3月11日に3面2線での全面使用が開始された。この移設に伴い、従来乗り入れができなかったハートラムの乗り入れが可能となり、5月14日の高知駅南口再開発完成式典の際に記念運行が行われた。

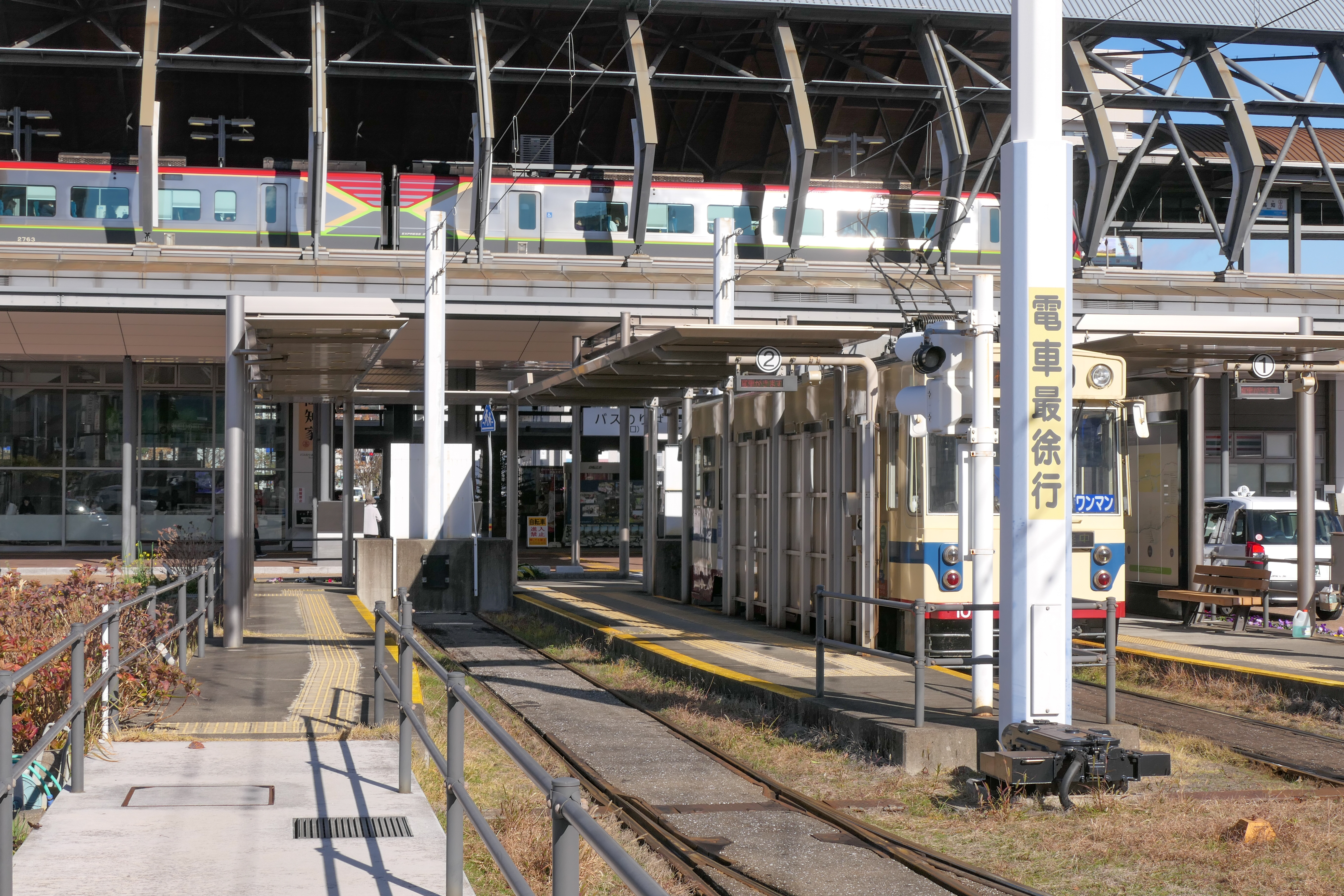
移設後の停留場（2021年12月）
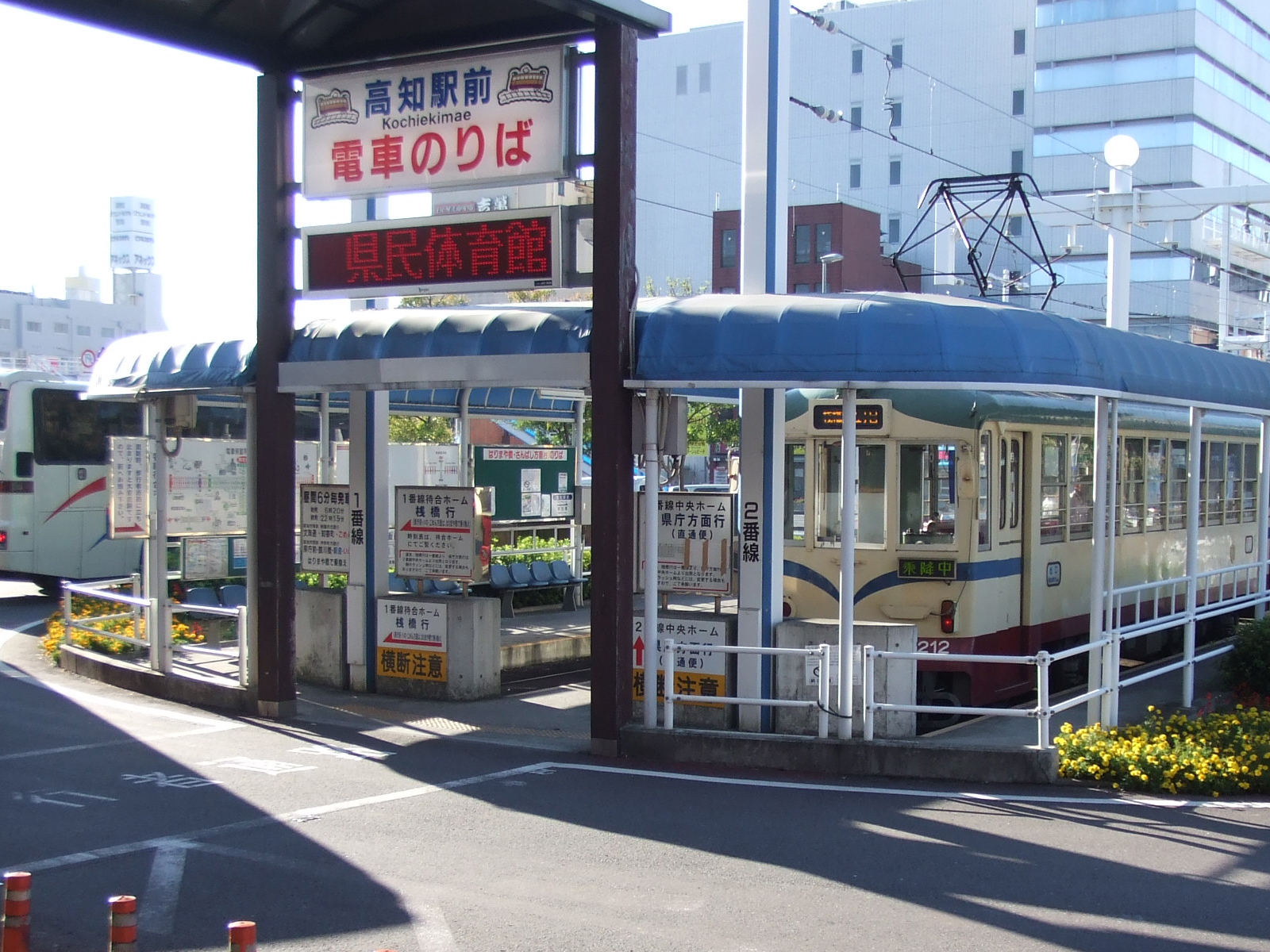
移設前の停留場（2006年10月）

## 駅弁
主な駅弁は下記の通り。
- かつおたたき弁当
- 龍馬弁
- 三色駅弁

## 利用状況
- JR四国 - 2023年度の1日平均乗車人員は4,547人である[26]。これは、高知県内の駅では最も多く、JR四国では坂出駅についで5番目に多い。

「高知県統計書」によると、1日の平均乗車人員は以下の通りである。
| 年度   | 1日平均 乗車人員 |
| ------ | ---------------- |
| 1997年 | 6,302            |
| 1998年 | 5,993            |
| 1999年 | 5,657            |
| 2000年 | 5,527            |
| 2001年 | 5,399            |
| 2002年 | 5,461            |
| 2003年 | 5,379            |
| 2004年 | 5,205            |
| 2005年 | 5,134            |
| 2006年 | 5,027            |
| 2007年 | 5,156            |
| 2008年 | 5,171            |
| 2009年 | 4,942            |
| 2010年 | 5,062            |
| 2011年 | 5,018            |
| 2012年 | 5,091            |
| 2013年 | 5,210            |
| 2014年 | 5,027            |
| 2015年 | 5,291            |
| 2016年 | 5,276            |
| 2017年 | 5,277            |
| 2018年 | 5,270            |
| 2019年 | 5,070            |
| 2020年 | 3,834            |
| 2021年 | 3,953            |
| 2022年 | 4,378            |
| 2023年 | 4,547            |

1日平均乗車人員（単位：人/日）

## 駅周辺
北口東側にはバスターミナルがあり、空港連絡バスや高速バスなどが発着する。
高架化工事に関連して周辺の区画整理が進められることになり、駅前広場と合わせて5.6ヘクタールの土地を「よさこい咲都（）」と命名し、街づくりが実施されている。駅北口の駅前広場は高架化と同日に使用開始し、またバスターミナルに隣接して税務署や法務局などが入る高知よさこい咲都合同庁舎が2011年2月に開庁した。西側には10月に駐輪場や駐車場が設置された。なお駐輪場はバスターミナル近くの高架下に開設されている。南口の駅前広場は、2代目駅舎とそれまでの駅前広場のあった場所を利用して整備が進められ、2009年5月1日より自動車の乗り入れが開始された。5月14日に完成記念式典が行われ、ひとまずの完成をみた。
一方、駅南口には「こうち旅広場」がある。施設内には「龍馬伝」幕末志士社中が設けられ、2011年からNHK大河ドラマ『龍馬伝』の龍馬の生家セット（床面積374平方メートル）が設置された。しかし、放送から10年以上が経ち、2023年には連続テレビ小説『らんまん』が放送されることからリニューアルされることになった（龍馬の生家セットの展示は2022年8月31日で終了し、9月以降は2022年3月24日までの予定でリニューアルのため改修施設は休館となる）。

### 南口
- こうち旅広場[29]
  - 高知観光情報発信館 とさてらす
  - パビリオン「龍馬伝」幕末志士社中
  - 三志士像（武市半平太、坂本龍馬、中岡慎太郎）
- 高知県警察本部高知駅前別館
- 高知県高知警察署
- 高知中央郵便局
- 徳島大正銀行 高知支店
- 高知市農業協同組合（JA高知市）中央支所
- 高知情報ビジネス&フード専門学校
- エースワン 高知駅前店
- 土佐鶴酒造高知支店
- ホームセンターコーナン高知駅前店
- ケーズデンキ高知駅前店
- スーパーホテル高知天然温泉
- 高知ホテル
- コンフォートホテル高知駅前
- JRクレメントイン高知
- 高知パシフィックホテル
- 国道32号
- 高知県道249号後免中島高知線
- 高知県道384号北本町領石線
- 江ノ口川
- 近森病院（高知橋停留場からのほうが若干近い）

### 北口
- 高知よさこい咲都合同庁舎
  - 高知地方法務局
  - 高知税務署
  - 四国財務局高知財務事務所
- 高知警察署高知駅前交番
- 高知赤十字病院
- 太平洋学園高等学校
- 高知市立江ノ口小学校
- 四国銀行 よさこい咲都支店
- ドラッグセイムス高知駅前店（調剤併設店）
- エースワン 新本町店
- 久万川

## バス路線

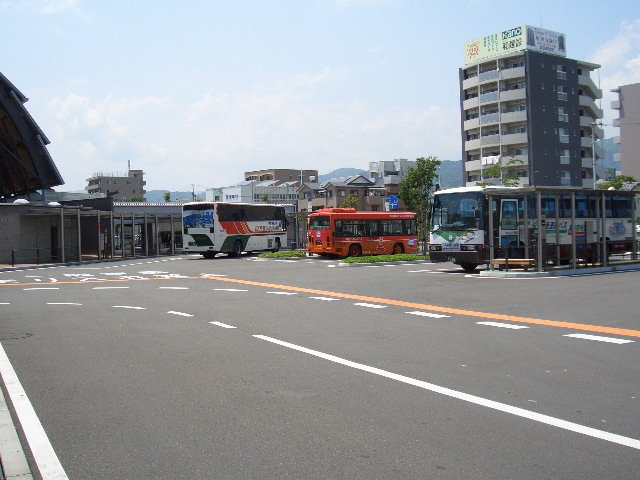
北口のバスターミナル

駅南西側にあったバスターミナルが北口に移転し2008年7月28日より使用を開始した。これにより一般路線バスの運行経路変更、空港連絡バスの増便がはかられ利便性が向上した。

### 一般路線
| のりば | 運行事業者   | 系統・行先 | 備考                     |
| ------ | ------------ | --- | ------------------------ |
| 1      | とさでん交通 | - B1：鳥越 - C1：県庁前 - J1：高知県立大学 - J2：望海ヶ丘 - T1：桟橋車庫 - Y4：高岡 |                          |
| 1      | 県交北部交通 | - Z2・Z6：北浦橋 - Z3：土居 - Z4・Z8：長沢 |                          |
| 2      | とさでん交通 | - F3：比島・イオンモール高知・中秦泉寺方面 - F4：西比島・入明町 - F5：イオンモール高知・東久万経由鳥越 - G2：一宮バスターミナル - G3：トーメン団地 - G4：医大病院 - G5：南国オフィスパーク - G6：領石 | 「F4」「G5」は土休日運休 |
| 5      | とさでん交通 | S3：桂浜 |                          |

高知駅バスターミナルの開業によって多くの路線が乗り入れを開始したが、行先によっては高知駅バスターミナルでなく、高知駅前バス停（南口・方向別に4箇所）に停車や、高知駅方面を経由しない路線もある。

### 空港連絡バス
- 高知龍馬空港連絡バス（とさでん交通、高知駅前観光）

両社は共同運行や共通乗車を行なわず、自動券売機も当初は別々に設置されるが利用者から不評がられ現在は共通乗車を行っている。バスターミナル開業より乗り入れることになった。2010年9月から高知駅前観光は駅東域を経由し空港への直行便を廃止、朝倉始発便と統合する形でとさでん交通と同様の運行経路となりはりまや橋など市中心部でも乗車を扱うようになった。

### 高速バス
| 運行事業者                                          | 愛称・行先                                                                 |
| 四国内                                              | 四国内                                                                     |
| --------------------------------------------------- | -------------------------------------------------------------------------- |
| - JR四国バス - 四国高速バス - とさでん交通          | 黒潮エクスプレス：観音寺・善通寺・丸亀・高松駅方面                         |
| JR四国バス                                          | なんごくエクスプレス：三島川之江・川内インター・大街道・松山駅方面         |
| - とさでん交通 - 伊予鉄バス                         | ホエールエクスプレス：三島川之江・川内インター・大街道・松山駅方面         |
| - JR四国バス - とさでん交通 - 徳島バス              | 高知徳島エクスプレス：三好・美馬・脇町・土成・上板・徳島駅方面             |
| 中国方面                                            |                                                                            |
| - JR四国バス - とさでん交通 - 下津井電鉄 - 両備バス | 龍馬エクスプレス：岡山駅方面                                               |
| - とさでん交通 - 広交観光                           | 土佐エクスプレス：広島方面                                                 |
| 近畿、中部方面                                      |                                                                            |
| - とさでん交通 - 神姫バス                           | ハーバーライナー：神戸三宮方面                                             |
| - とさでん交通 - 阪急観光バス                       | よさこい号：大阪梅田方面                                                   |
| - 西日本JRバス - JR四国バス                         | 高知エクスプレス号・京阪神ドリーム高知号（夜行）：神戸三宮・大阪・京都方面 |
| 琴平バス                                            | コトバスエクスプレス（夜行）：名古屋方面                                   |
| 関東方面                                            |                                                                            |
| - とさでん交通 - 小田急ハイウェイバス               | ブルーメッツ号（夜行）：バスタ新宿方面                                     |
| 高知駅前観光                                        | スマイルライナー（夜行）：バスタ新宿・東京・東京ディズニーランド方面       |
| 琴平バス                                            | コトバスエクスプレス（夜行）：東京方面                                     |
| 九州方面                                            |                                                                            |
| 琴平バス                                            | コトバスエクスプレス（夜行）：福岡方面                                     |

### 周遊観光バス
- MY遊（まいゆう）バス（とさでん交通、南口のこうち旅広場前にあるJR高知駅バス停）

## 隣の駅
四国旅客鉄道（JR四国）
■土讃線
- 特急「しまんと」停車駅、「南風」「あしずり」「志国土佐 時代の夜明けのものがたり」発着駅

■普通
土佐一宮駅 (D43) - 薊野駅 (D44)（※） - 高知駅 (D45, K00) - 入明駅 (K01)
（※）普通列車の朝上り1本は薊野駅を通過する。
とさでん交通
駅前線
高知駅前停留場 - 高知橋停留場